# ASC Dukla
Armádní sportovní centrum Dukla (pol. Wojskowe Centrum Sportowe Dukla) – czeski centralny organ odpowiedzialny za przygotowanie sportowców w Czeskich Siłach Zbrojnych. Nazwa Dukla pochodzi od rozegranej w 1944 r. bitwy o Przełęcz Dukielską.
ASC Dukla utworzono w 1999 r., jako bezpośredniego następcę Wojskowego Klubu Wychowania Fizycznego (cz. Armádní tělocvičný klub), założonego 1 października 1948. Dukla finansowana jest z budżetu Ministerstwa Obrony Republiki Czeskiej.

## Sportowcy ASC Dukla
- Jan Železný
- Tomáš Dvořák
- Roman Šebrle
- Barbora Špotáková
- Alois Kaňkovský
- Ondřej Vetešník